# アントワーヌ・セザール・ベクレル
アントワーヌ・セザール・ベクレル（Antoine César Becquerel、1788年3月7日 - 1878年1月18日）は、フランスの科学者。電気化学、発光現象の研究のパイオニアである。アレクサンドル・エドモン・ベクレルの父、アンリ・ベクレルの祖父である。

## 人物
オルレアネのシャティオン・シュル・ロワン（後のロワレ県のシャティオン＝コリニー）に生まれた。エコール・ポリテクニークを出た後、1808年にフランスとスペイン間の半島戦争で工兵将校を務めた。1814年、軍を退役して科学研究の世界に入った。
初期の研究は鉱物学であったが、後に電気の分野、特に電気化学に貢献した。1819年、圧電現象を発見した。1825年、電気抵抗の正確な計測のために差動電流計を発明した。1829年、ダニエル電池の発明をうけて、定電流の電池を発明した。同年、息子のアレクサンドル・ベクレルと共に導電性液体に浸漬した電極に光電的な効果を発見した。
硫黄の精製、生化学の分野、気象の研究もおこなった。著書に
- Traité de l'électricité et du magnétisme (1834 -1840),
- Traité de physique dans ses rapports avec la chimie (1842),
- Elements de électro-chimie (1843), Traité complet du magnétisme (1845),
- Elements de physique terrestre et de meteorologié (1847),
- Des climats et de l'influence qu'exercent les sols boisés et non boisés (1853)

などがある。
1837年にロンドン王立協会の外国人会員に選出され、同年コプリ・メダルを受賞した。また、1937年から没年まで、国立自然史博物館で物理学の教授を務めた。
エッフェル塔に名前を刻まれた72人のフランスの科学者のひとりである。